# تشارلز آدامز
تشارلز صامويل آدامز (بالإنجليزية: Charles Samuel Addams) (7 يناير 1912 – 29 سبتمبر 1988) كان رسام كارتون أمريكي معروفًا بشخصياته الفكاهية والمرعبة. كان يوقع رسوماته باسم تشاس آدامز. كانت بعض الشخصيات المتكررة، التي أصبحت مشهورة باسم عائلة آدامز، أساسًا للتفرعات في العديد من الأشكال الأخرى لوسائل الإعلام.

## حياته
وُلد آدامز في ويست فيلد، نيوجيرسي ابنًا لغريس إم. (سبير قبل الزواج؛ 1879-1960) وتشارلز هيوي آدامز (1882-1963)، الذي كان مديرًا تنفيذيًا في شركة بيانو ودرس ليصبح مهندسًا معماريًا. كان آدامز معروفًا بأنه «نذل نوعًا ما في الأحياء المجاورة» كما يتذكر أصدقاء طفولته. كان لآدامز قرابة بعيدة مع رئيسَي الولايات المتحدة جون آدامز وجون كوينسي آدامز، رغم اللفظ المختلف لكنياتهم، وكان ابن عمًا من الدرجة الثانية للمصلحة الاجتماعية البارزة جين آدامز، وكذلك المنتج الحائز على جائزة إيمي جون آدامز هاربر.
يُقال إن منزلًا في شارع إلم وآخر في جادة دودلي، وهما منزلان أُلقي القبض عليه وهو يقتحمهما ويدخلهما، قد كانا مصدر إلهام لقصر عائلة آدامز في رسومه المتحركة. يُعد مبنى كوليدج هال مصدر إلهام للقصر أيضًا، وهو أقدم مبنى في الحرم الجامعي الحالي لجامعة بنسلفانيا، حيث درس آدامز. كان مولعًا بزيارة المقبرة المشيخية في جادة ماونتين. قال أحد أصدقائه عنه: «كان حسه الفكاهي مختلفًا قليلًا عن الآخرين». كان أيضًا ميالًا «للرسم بانتقام سعيد» وفقًا لأحد كتاب السير.
شجعه والده على الرسم، ورسم آدامز الرسوم المتحركة الخاصة في المجلة الأدبية لمدرسة ويستفيلد الثانوية، التي تحمل اسم ويذرفان. التحق بجامعة كولغيت في عامي 1929 و1930. يوجد في زوايا ويست كيندريك، وجادة مابل في هاملتون، بيت آخر، وأسطورة أخرى، ربما كانا مصدر إلهام لمنزل عائلة آدامز. التحق أيضًا بجامعة بنسلفانيا في عامي 1930 و1931، حيث سُمي مبنى للفنون الجميلة في الحرم تيمنًا باسمه. توجد أمام البناء منحوتة لصور ظلية لشخصيات عائلة آدامز، بينما تحتوي مكتبة ولاية بنسلفانيا على لوحة جدارية أنجزها في عام 1952 وتُصور الأفراد البارزين في عائلة آدامز. درس بعدها في كلية غراند المركزية للفنون الجميلة في مدينة نيويورك في عامي 1931 و1932.
في عام 1933، انضم تشارلز آدامز إلى قسم التصميم في مجلة ترو ديتيكتيف، حيث اضطر إلى تنقيح صور الجثث التي كانت تظهر في قصص تلك المجلة لإزالة الدم منها. اشتكى آدامز قائلًا: «كان العديد من تلك الجثث أكثر إثارة للاهتمام بشكلها السابق».
نُشرت أول رسمة لآدامز في مجلة ذا نيويوركر، وهي رسمة لمنظف نوافذ، بتاريخ 6 فبراير عام 1932، وكانت رسوماته تُنشر في المجلة بشكل منتظم منذ عام 1937، حين رسم أول رسمة في السلسلة التي أُطلق عليها عائلة آدامز، وحتى وفاته. كان يعمل عملًا حرًا خلال ذلك الوقت.
خلال الحرب العالمية الثانية، عمل آدم في مركز سيغنال لتصوير الجثث في نيويورك، حيث صنع أفلام رسوم متحركة تدريبية لجيش الولايات المتحدة. في نهاية عام 1942، التقى زوجته الأولى باربرا جان داي، التي زُعم أنها تشبه شخصيته الكرتونية مورتيشيا آدامز. انتهى زواجهما بعد ثماني سنوات، بعدما رفض آدامز، الذي كان يكره الأطفال الصغار، تبني واحدًا منهم. تزوجت لاحقًا زميلها في مجلة ذا نيويوركر جون هيرسي، وهو مؤلف كتاب هيروشيما.
تزوج آدامز زوجته الثانية باربرا بارب (إستيل بي. بارب) في عام 1954. كانت محامية متمرنة «جمعت بين شكل مورتيشيا والمكيدة القانونية الشيطانية»، فتمكنت من التحكم بسلاسل عائلة آدامز السينمائية والتلفزيونية وأقنعت زوجها بالتخلي عن بعض الحقوق القانونية الأخرى. في مرحلة ما، أقنعت زوجها أن يأخذ بوليصة تأمين بقيمة 100 ألف دولار أمريكي. استشار آدامز محاميًا في الخفاء، كتب لاحقًا بشكل ساخر: «قلت له إن آخر مرة تحدث إلي أحدهم عن عملية كهذه كانت في فيلم يُسمى تعويض مزدوج من بطولة باربرا ستانويك، وكنت قد لفتت انتباهه إليه». تآمرت شخصية ستانويك في الفيلم لقتل زوجها. انفصل الزوجان في عام 1956.
بدأت سلسلة عائلة آدامز التلفزيونية بعد أن اقترح ديفيد ليفي، وهو منتج تلفزيوني، على آدامز أن ينجزها بمساعدة صغيرة من شخص فكاهي. كل ما كان يجب على آدامز أن يفعله هو أن يعطي الأسماء لشخصياته وأن يعطي المزيد من الصفات المميزة للممثلين ليستخدموها في التصوير. عُرضت السلسلة على قناة إيه بي سي لموسمين، منذ عام 1964 وحتى عام 1966.
كان آدامز «اجتماعيًا ومرحًا». وصفه أحد المصورين بأنه «رجل أنيق لطيف بشعر فضي ممشط إلى الخلف بطريقة مهذبة، ولم تكن لديه أي خصلة شريرة». باعتباره «ساحرًا للنساء» بصورة مجازية، صاحب آدامز نساءً مثل غريتا غاربو، وجوان فونتين، وجاكلين كينيدي في المناسبات الاجتماعية.
في وقت لاحق، تزوج آدامز زوجته الثالثة والأخيرة، مارلين ماثيوز ميلر، المعروفة باسم «تي» (1926-2002)، في مقبرة للحيوانات الأليفة. في عام 1985، انتقل الزوجان آدامز إلى ساغابوناك، نيويورك، حيث أطلقا على ملكيتهما اسم «المستنقع». 

## روابط خارجية
- تشارلز آدامز على موقع IMDb (الإنجليزية)
- تشارلز آدامز على موقع الموسوعة البريطانية (الإنجليزية)
- تشارلز آدامز على موقع قاعدة بيانات برودواي على الإنترنت (الإنجليزية)
- تشارلز آدامز على موقع إن إن دي بي (الإنجليزية)
- تشارلز آدامز على موقع قاعدة بيانات الفيلم (الإنجليزية)